# ستوني برايري (أوهايو)
ستوني برايري (بالإنجليزية: Stony Prairie CDP, Ohio)‏ هي منطقة سكنية تقع بولاية أوهايو في الولايات المتحدة. تبلغ مساحتها 4.0 كم2، وترتفع عن سطح البحر 193 م، بلغ عدد سكانها 1,284 نسمة في عام 2010 حسب إحصاء مكتب تعداد الولايات المتحدة وتصل الكثافة السكانية فيها 321 نسمة لكل كيلومتر مربع (831.4/ميل2).

## التركيبة السكانية
حدّد مكتب تعداد الولايات المتحدة بيانات التركيبة السكانية لستوني برايري في تعداد الولايات المتحدة. في ما يلي، التركيبة السكانية حسب تعدادي 2000 و2010.

### تعداد عام 2000
بلغ عدد سكان ستوني برايري 836 نسمة بحسب تعداد عام 2000، وبلغ عدد الأسر 349 أسرة وعدد العائلات 234 عائلة مقيمة في المنطقة السكنية. في حين سجلت الكثافة السكانية 209 نسمة لكل كيلومتر مربع (541.3/ميل2). وبلغ عدد الوحدات السكنية 367 وحدة بمتوسط كثافة قدره 91.8 لكل كيلومتر مربع (237.8/ميل2).
وتوزع التركيب العرقي للمنطقة السكنية بنسبة 91.75% من البيض و0.96% من الأمريكيين الأفارقة و0.24% من الأمريكيين ذوي الأصول الآسيوية و5.38% من الأعراق الأخرى و1.67% من عرقين مختلطين أو أكثر و16.51% من الهسبانيون أو اللاتينيون من أي عرق.
بلغ عدد الأسر 349 أسرة كانت نسبة 28.7% منها لديها أطفال تحت سن الثامنة عشر تعيش معهم، وبلغت نسبة الأزواج القاطنين مع بعضهم البعض 51.6% من أصل المجموع الكلي للأسر، ونسبة 10.6% من الأسر كان لديها معيلات من الإناث دون وجود شريك،  بينما كانت نسبة 4.9% من الأسر لديها معيلون من الذكور دون وجود شريكة وكانت نسبة 33% من غير العائلات. تألفت نسبة 28.7% من أصل جميع الأسر من عدة أفراد يعيشون في نفس المنزل ونسبة 16.6% كانت تتألف من شخص يعيش بمفرده يبلغ من العمر 65 عاماً أو أكثر. وبلغ متوسط حجم الأسرة المعيشية 2.40، أما متوسط حجم العائلات فبلغ 2.95.
بلغ العمر الوسطي للسكان 40.7 عاماً. وكانت نسبة 22.7% من القاطنين تحت سن الثامنة عشر، وكانت نسبة 7.9% بين الثامنة عشر والرابعة والعشرين عاماً، ونسبة 26.4% كانت واقعةً في الفئة العمرية ما بين الخامسة والعشرين والرابعة والأربعين عاماً، ونسبة 22.5% كانت ما بين الخامسة والأربعين والرابعة والستين، ونسبة 20.5% كانت ضمن فئة الخامسة والستين عاماً فما فوق. يوجد لكل 100 أنثى 94.9 ذكر، ويوجد لكل 100 أنثى في الثامنة عشر من عمرها فما فوق 86.7 ذكر.
بلغ متوسط دخل الأسرة في المنطقة السكنية 39,569 دولارًا، أما متوسط دخل العائلة فبلغ 46,346 دولارًا. وكان متوسط دخل الذكور 36,823 دولارًا مقابل 23,317 دولارًا للإناث. وسجل دخل الفرد الخاص بالمنطقة السكنية 16,871 دولارًا. وكانت نسبة 7.4% من العائلات ونسبة 6.6% من السكان تحت خط الفقر، وكان من هؤلاء نسبة 0% تحت سن الثامنة عشر ونسبة 28.8% في الخامسة والستين من العمر وما فوق.

### تعداد عام 2010
بلغ عدد سكان ستوني برايري 1,284 نسمة بحسب تعداد عام 2010، وبلغ عدد الأسر 516 أسرة وعدد العائلات 340 عائلة مقيمة في المنطقة السكنية. في حين سجلت الكثافة السكانية 321 نسمة لكل كيلومتر مربع (831.4/ميل2). وبلغ عدد الوحدات السكنية 549 وحدة بمتوسط كثافة قدره 137.2 لكل كيلومتر مربع (355.3/ميل2).
وتوزع التركيب العرقي للمنطقة السكنية بنسبة 84.81% من البيض و3.89% من الأمريكيين الأفارقة و0.23% من الأمريكيين الأصليين و0.55% من الأمريكيين ذوي الأصول الآسيوية و7.17% من الأعراق الأخرى و3.35% من عرقين مختلطين أو أكثر و18.46% من الهسبانيون أو اللاتينيون من أي عرق.
بلغ عدد الأسر 516 أسرة كانت نسبة 31% منها لديها أطفال تحت سن الثامنة عشر تعيش معهم، وبلغت نسبة الأزواج القاطنين مع بعضهم البعض 45.2% من أصل المجموع الكلي للأسر، ونسبة 14.3% من الأسر كان لديها معيلات من الإناث دون وجود شريك،  بينما كانت نسبة 6.4% من الأسر لديها معيلون من الذكور دون وجود شريكة وكانت نسبة 34.1% من غير العائلات. تألفت نسبة 26.4% من أصل جميع الأسر من عدة أفراد يعيشون في نفس المنزل ونسبة 11.8% كانت تتألف من شخص يعيش بمفرده يبلغ من العمر 65 عاماً أو أكثر. وبلغ متوسط حجم الأسرة المعيشية 2.49، أما متوسط حجم العائلات فبلغ 2.97.
بلغ العمر الوسطي للسكان 41.9 عاماً. وكانت نسبة 23.8% من القاطنين تحت سن الثامنة عشر، وكانت نسبة 8% بين الثامنة عشر والرابعة والعشرين عاماً، ونسبة 21.9% كانت واقعةً في الفئة العمرية ما بين الخامسة والعشرين والرابعة والأربعين عاماً، ونسبة 28.2% كانت ما بين الخامسة والأربعين والرابعة والستين، ونسبة 18.1% كانت ضمن فئة الخامسة والستين عاماً فما فوق. وتوزع التركيب الجنسي للسكان بنسبة 49.8% ذكور و50.2% إناث.